# Vernon Goodridge
Vernon Athelston Goodridge (Bridgetown, 18 febbraio 1984) è un ex cestista statunitense con cittadinanza barbadiana, professionista nella NBDL e in Europa.